# Atsushi Somatomo
Atsushi Somatomo (杣友厚?, Somatomo Atsushi; 10 giugno 1949) è un ex cestista giapponese.

## Carriera
Con il Giappone ha partecipato ai Giochi olimpici di Monaco 1972, segnando 27 punti in 8 partite.